# Darrin Rose
Darrin Rose (nacido Darrin Rowsell) es un monologuista y presentador del remake canadiense de Match Game  desde 2012. 
Nacido en Oshawa, es un regular en Video on Trial de Much Music, e interpreta a Bill el Camarero en la serie de la CBC/Radio-Canada Mr. D. Rose se graduó en la Universidad Concordia. Tenía una compañía de software y trabajó en marketing para Heinz antes de meterse en el mundo de la comedia después de que su amigo Cabbie Richards tuviese éxito en TSN.